# Рюмин переулок
Рю́мин переу́лок — небольшая улица в центре Москвы в Таганском районе между Яузской и Гончарной улицами.

## Происхождение названия
Известен с XVIII века как Сахаров переулок, позже Вшивогорский (Швивогорский) переулок (по Швивой горке — юго-западному склону большого Таганского холма). Название Сахаров и более позднее — Рюмин — по фамилиям домовладельцев.

## Описание

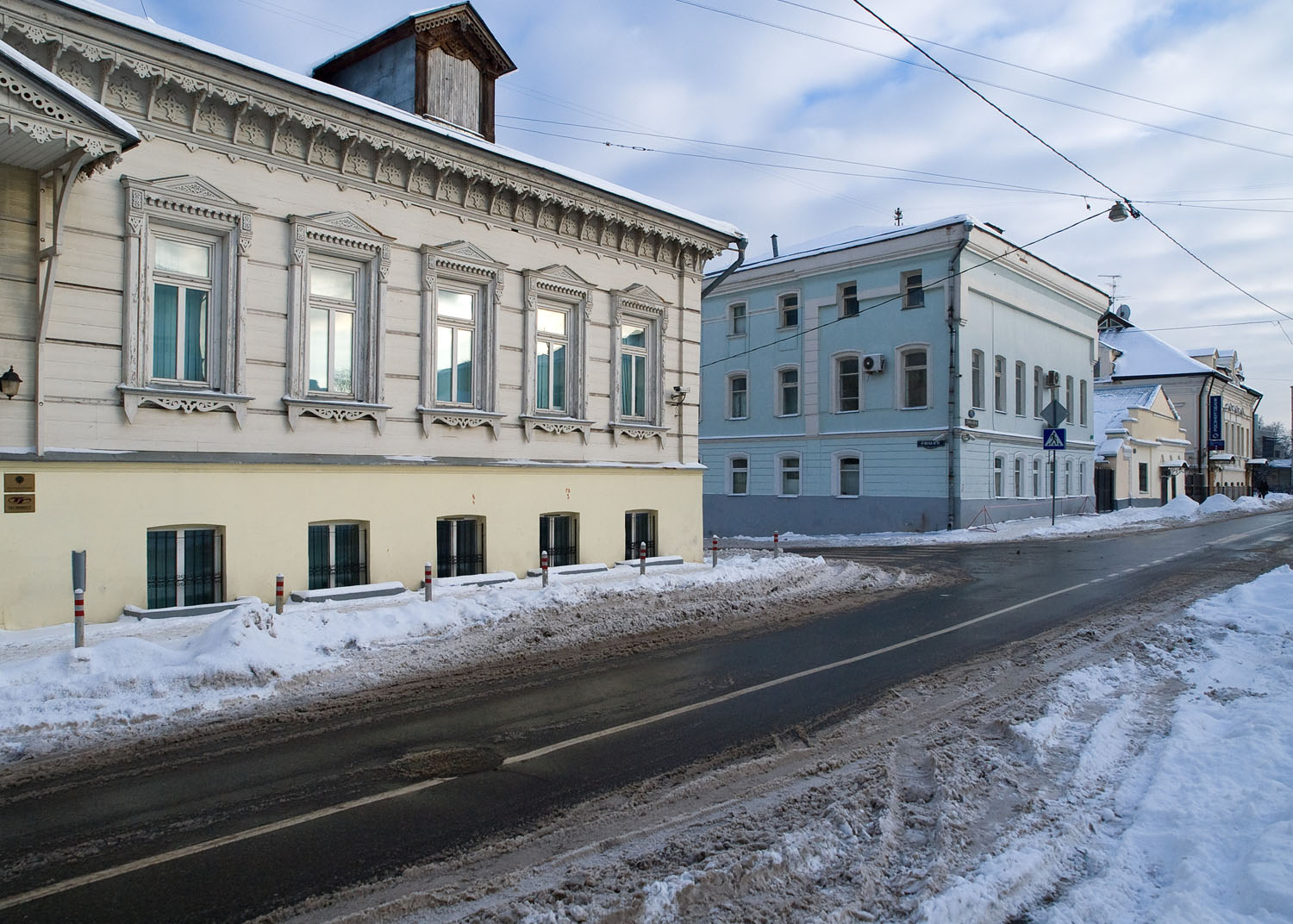
Выход Рюмина переулка на Гончарную улицу.

Рюмин переулок начинается от места перехода Яузской улицы в Верхнюю Радищевскую приблизительно напротив Тетеринского переулка, проходит на запад и заканчивается на Гончарной улице.

## Здания и сооружения
По нечётной стороне:
По чётной стороне:
- № 2 — Городская усадьба Д. Ф. Беляева (1903, архитекторы А. А. Галецкий[3] и В. В. Воейков[источник не указан 2637 дней])
- № 4/7 — Особняк Я. С. Филевского (1872; 1880-е; 1899, архитектор В. Г. Сретенский)[4]